# マイ・ライフ、マイ・ファミリー
『マイ・ライフ、マイ・ファミリー』（The Savages）は、2007年のアメリカ映画。
サンダンス映画祭上映作品。第80回アカデミー賞主演女優賞、脚本賞ノミネート。

## ストーリー
独身の大学教授ジョンと作家を志す契約社員のウェンディのサヴェージ兄妹。ある日、疎遠だった父親のラリーが認知症になり、二人は面倒見ることになる。

## キャスト
- ウェンディ・サヴェージ：ローラ・リニー
- ジョン・サヴェージ：フィリップ・シーモア・ホフマン
- レニー・サヴェージ：フィリップ・ボスコ
- ラリー：ピーター・フリードマン
- エドゥアルド：デヴィッド・ザヤス
- ジミー：ベンガ・アキナベ

## 評価
レビュー・アグリゲーターのRotten Tomatoesでは174件のレビューで支持率は90%、平均点は7.50/10となった。Metacriticでは37件のレビューを基に加重平均値が85/100となった。

## 主な受賞
- セントラル・オハイオ映画批評家協会賞：主演男優賞
- インディペンデント・スピリット賞：主演男優賞、脚本賞
- ロサンゼルス映画批評家協会賞：脚本賞
- ナショナル・ボード・オブ・レビュー：脚本賞